# لوسائو
لوکاس کاوالکانته سیلوا آفونسو (پرتغالی: Lucas Cavalcante Silva Afonso؛ زادهٔ ۲۳ مارس ۱۹۹۶) که با نام لوسائو شناخته می‌شود، بازیکن فوتبال اهل برزیل است.